# Vulnerable (album Marvina Gayea)
Vulnerable posljednji je album od američkog soul glazbenika Marvina Gayea, koji postumno izlazi u svibnju 1997. godine, a objavljuje ga diskografska kuća 'Motown'.
Album je sniman u jazz stilu i sadrži skladbe koje se nakon 1966. godine nisu uspjele objaviti. Materijalom se pokušalo napraviti da album bude u stilu balada. Album je originalno trebao biti objavljen 1978., pod nazivom Ballads, prije nego što je izašao autobiografski album Here, My Dear ali iz nepoznatih razloga nikad nije izdan. Nakon skoro dvadeset godina pod nazivom Vulnerable, objavljuje ga izdavačka kuća 'Motown'.

## Popis pjesama
1. "Why Did I Choose You"
2. "She Needs Me"
3. "Funny, Not Much"
4. "This Will Make You Laugh"
5. "The Shadow of Your Smile"
6. "I Wish I Didn't Love You So"
7. "I Won't Cry Anymore"
8. "Why Did I Choose You (Alternate vocal)"
9. "I Wish I Didn't Love You So (Alternate vocal)"
10. "I Won't Cry Anymore (Alternate vocal)"

## Vanjske poveznice
- Discogs.com - Marvin Gaye - Vulnerable